# Pavel Vranický
Pavel Vranický, o alemanyitzat Paul Wranitzky (Nová Říše, Moràvia, 30 de desembre de 1756 - Viena, 29 de setembre de 1808), fou un compositor i violinista txec.
Deixeble de Kraus, fou violí de la capella del comte Esterházy en l'època que la dirigia Haydn, i de 1785 fins a la seva mort fou director de l'Òpera de la cort de Viena. Dotat de gran fecunditat, va compondre diverses òperes, entre elles la titulada Oberon. Com a professor de violí va tenir entre altres alumnes el polonès Julius Stahlknecht, i l'austríac Josef Mayseder.
El seu germà Antonin Wranitzky (1761-1819) també fou músic.

## Obres
- Ballets
- Música per a diversos drames i comèdies
- 27 Simfonies
- 12 Quintets
- 45 Quartets per a instruments d'arc, un per a flauta
- 3 Trios per a dues flautes i violoncel
- 3 Trios per a instruments d'arc i piano
- Diverses sonates per a piano, etc.